# Alexandre Pato
Alexandre Rodrigues da Silva (Pato Branco, 2 de setembro de 1989), mais conhecido como Alexandre Pato, é um futebolista brasileiro que atua como atacante. Atualmente está sem clube e é comentarista esportivo no SBT.
Nascido no interior do Paraná, na cidade que faz referência a sua alcunha (Pato), o jogador foi revelado pelo Internacional, onde atuou por seis anos nas categorias de base e disputou 27 partidas como profissional. No dia 2 de agosto de 2007, um mês antes de completar 18 anos, foi contratado pelo Milan, numa das maiores transações já realizadas no futebol brasileiro. Embora tenha tido sucesso em sua passagem pelo clube italiano, conquistando os torcedores com boas atuações e gols, sua trajetória foi prejudicada pelo número excessivo de lesões e ele não se tornou o protagonista que seu início de carreira fulminante projetava.
Em janeiro de 2013, acertou com o Corinthians e quebrou novo recorde: foi o jogador de maior preço adquirido por um clube brasileiro até então; sua transferência custou 15 milhões de euros (em torno de 40 milhões de reais na cotação de janeiro de 2013). Entretanto, sua passagem pelo time paulista foi frustrante, e após apenas uma temporada foi emprestado ao São Paulo.
Depois de duas temporadas de relativo sucesso no time tricolor, onde teve sua fase mais artilheira, retornou ao Corinthians e foi emprestado ao clube inglês Chelsea, onde participou de apenas duas partidas ao longo de seis meses. Devolvido ao clube paulista, foi então negociado com o clube espanhol Villarreal, onde também não brilhou, e menos de seis meses depois foi contratado pelo Tianjin Quanjian, da China. Após atuar por dois anos no futebol chinês, voltou ao São Paulo em 2019, mas como seu desempenho não correspondeu às expectativas, em agosto de 2020 o contrato foi rescindido a pedido do próprio jogador. Em fevereiro de 2021 foi anunciado como reforço do Orlando City, assinando contrato por uma temporada com o clube dos Estados Unidos.
Durante sua carreira, acumulou diversas convocações para a Seleção Brasileira, totalizando 25 jogos e 10 gols, mas nunca conseguiu se firmar e jamais disputou uma Copa do Mundo. Sua última convocação foi em 2013, quando atuava pelo Corinthians.

## Carreira

### Internacional

#### Categorias de base
Em junho de 2006, com apenas dezesseis anos de idade, Pato foi escalado pelo Internacional para disputar o Campeonato Brasileiro Sub-20, contra adversários até quatro anos mais velhos. Mesmo assim, foi o artilheiro (com sete gols) e o melhor jogador, sagrando-se campeão ao vencer o rival Grêmio na final, por 4–0. Antes disso, já havia se destacado em outras competições de base, como a Efipan, a Copa Santiago e a Copa Macaé, além da Copa Sendai, que viria a disputar logo em seguida pela Seleção Brasileira Sub-18.
Preparado para ingressar na equipe principal do Inter em novembro de 2006, sua estreia foi cercada de expectativas, treinos secretos e declarações entusiasmadas de dirigentes, que viam nele a promessa de um craque diferenciado.

#### Profissional
O Internacional inscreveu Alexandre Pato, na época com 16 anos, na pré-lista com 30 nomes para o Mundial de Clubes; a imprensa já dava como certa a presença do atacante no campeonato. A confirmação veio no dia 23 de novembro de 2006, quando foi inscrito na competição com a camisa número 11, mesmo sem ter feito um único jogo pela equipe principal, nem mesmo como reserva. Quando finalmente foi convocado ao time de Abel Braga, estreou logo como titular, no dia 26 de novembro de 2006, contra o Palmeiras, no Parque Antártica, pelo Campeonato Brasileiro. Pato marcou o seu primeiro gol como profissional com apenas um minuto de jogo, ao tabelar com Fernandão e tocar na saída do goleiro. No restante da partida, deu assistências para mais dois gols e cabeceou uma bola na trave. O jogador participou da goleada do Internacional por 4–1 no estádio do adversário e atuou até os treze minutos do segundo tempo, quando saiu com dores no tornozelo e cãibras.
Em seu segundo jogo, dia 13 de dezembro, na semifinal do Mundial de Clubes, Pato quebrou um recorde que era de Pelé há quase cinquenta anos. Ao abrir o placar contra o Al-Ahly, Pato tornou-se o mais jovem jogador a marcar gols numa competição oficial da FIFA em todos os tempos. Naquele momento, o atacante estava com dezessete anos e cento e dois dias. O recorde anterior era de Pelé, que no dia 19 de junho de 1958, ao anotar o único gol na vitória do Brasil contra o País de Gales, tinha dezessete anos e duzentos e trinta e nove dias. No segundo tempo do jogo, protagonizou um dos lances de maior destaque da edição do mundial, ao levantar a bola com o calcanhar e fazer três embaixadinhas com a bola no ombro, na linha de fundo. Em seguida, saiu outra vez com cãibras e deu lugar a Luiz Adriano, que marcou o gol da vitória.
No jogo seguinte, no dia 17 de dezembro, na final contra o Barcelona de Ronaldinho Gaúcho, Pato foi titular e teve uma atuação discreta, sendo substituído por Luiz Adriano. O Inter venceu por 1–0, com gol de Adriano Gabiru, e conquistou o Mundial.
Pelo Inter, Pato participou de quatro competições, sagrando-se campeão da Recopa Sul-Americana, e marcando gols em todos os seus jogos de estreia.
Estreou no Campeonato Gaúcho de 2007 no dia 24 de fevereiro, contra o Veranópolis, e fez um gol na vitória por 2–1. Já no dia 28 de fevereiro, contra o Emelec, pela Libertadores, marcou um gol na vitória por 3–0. A partida era sua estreia no Beira-Rio, e Pato recebeu um passe pela esquerda, driblou dois adversários e chutou de fora da área no canto esquerdo do goleiro; a bola ainda tocou na trave e entrou. No dia 13 de maio, contra o Botafogo, fez um gol na derrota por 3–2 pelo Campeonato Brasileiro. Já no dia 31 de maio, contra o Pachuca, o atacante marcou o único gol do Inter na derrota por 2–1, válida pela Recopa Sul-Americana. No jogo de volta da Recopa, realizado no dia 7 de junho, no Beira-Rio, Alexandre Pato balançou as redes na goleada de 4–0 do Internacional sobre o Pachuca, então campeão do México, da Copa Sul-Americana e da CONCACAF.

### Milan
Um mês antes de completar 18 anos, foi contratado pelo Milan no dia 2 de agosto de 2007, numa das maiores transações já realizadas no futebol brasileiro. Ele recebeu a camisa número 7, que pertencia a Andriy Shevchenko, antigo ídolo do clube. Na sua camisa, foi estampado apenas o seu apelido: Pato. Sua transferência para a equipe italiana, pelo valor de 24 milhões de euros, foi a segunda maior da história do futebol brasileiro na época, sendo superada apenas pela ida de Denílson, para o Real Betis, em 1998, por 31,5 milhões de euros, e empatada com a de Robinho, para o Real Madrid, em 2005, pelos mesmos 24 milhões de euros. Na época, foi a 11º venda de maior preço envolvendo um brasileiro na história. Além disso, a venda de Pato foi, à época, a mais alta realizada pelo Internacional até então, tendo sido superada posteriormente pela transferência de Oscar para o Chelsea, em 2012, por 32 milhões de euros. Para poder escalar o jogador o clube teve de esperar que ele completasse dezoito anos de idade, seguindo o que determina a lei italiana.

#### 2007–08
Estreou com a camisa do Milan em um amistoso contra o Dínamo de Kiev, no dia 6 de setembro de 2007, e logo balançou as redes. Após receber cruzamento de Daniele Bonera, marcou de cabeça o primeiro gol rossonero, no empate em 2–2. Seu segundo jogo foi em um empate sem gols, contra o Athletic Bilbao, em que começou como titular e foi substituído no intervalo.
Em sua estreia oficial pelo Milan, no dia 13 de janeiro de 2008, na vitória de 5–2 sobre o Napoli, destacou-se com dribles, e marcou o último gol da equipe italiana, ao se livrar do zagueiro e tocar por baixo do goleiro Gennaro Iezzo. No jogo contra o Genoa, no dia 27 de janeiro, marcou os dois gols da vitória por 2–0 no San Siro, aos vinte e dois e aos trinta e seis minutos do segundo tempo.
No jogo contra a Fiorentina, no dia 3 de fevereiro, entrou no segundo tempo, e marcou aos trinta e um minutos, após receber cruzamento de Kaká, o gol da vitória. Aos quarenta e três minutos, ao tentar cortar uma jogada, Pato torceu o tornozelo esquerdo e saiu de campo contundido.
Depois da contusão, reencontrou o caminho do gol no dia 27 de fevereiro. Em partida válida pela 25ª rodada da Serie A, o Milan enfrentou o Catania fora de casa. Aos dez minutos da etapa final, Pato arriscou um chute de longe, que entrou no canto esquerdo do goleiro. Porém, o time mandante empatou e a partida terminou em 1–1. Na briga por uma vaga na Liga dos Campeões da UEFA, depois de empatar com a Lazio, o Milan venceu o Empoli por 3–1, com um gol de Pato, e partiu para enfrentar a vice-líder Roma, no dia 15 de março, jogo no qual foi derrotado por 2–1. No domingo seguinte, Pato deu a vitória por 1–0 para sua equipe com um gol contra o Torino. Após altos e baixos de seu time e uma derrota no clássico contra a Juventus, voltou a marcar no dia 20 de abril, na goleada de 5–1 sobre a Reggina.
Mais duas vitórias vieram em seguida: contra o Livorno, por 4–1, e contra a rival Internazionale, por 2–1. Porém, com uma derrota de 3–1 para o Napoli, o Milan passou a não depender somente de suas forças para conquistar a vaga na última rodada. No dia 18 de maio, Pato marcou o primeiro gol da vitória por 4–1 sobre a Udinese, o que garantiu ao time milanês pelo menos uma vaga na Copa da UEFA. O brasileiro terminou o campeonato como o segundo artilheiro do time na temporada, tendo jogado apenas metade desta.

#### 2008–09
A segunda temporada temporada pelo clube foi cercada de expectativas sobre Pato, pois o Milan havia acabado de contratar grandes jogadores como David Beckham e Ronaldinho Gaúcho. Mesmo assim, o atacante firmou-se e continuou como titular da equipe e recebia um bom respaldo por parte dos torcedores. Na Serie A, o Milan passou boa parte do campeonato na segunda colocação. Pato foi o artilheiro do time ao lado de Kaká, ajudando o clube a conseguir o vice-campeonato, e uma consequente vaga na Liga dos Campeões da UEFA.
Ainda se lesionou no final da temporada, e voltou a jogar anotando dois gols. Na temporada seguinte, teria que jogar sem o brasileiro Kaká, que foi vendido para o Real Madrid. Por pouco não foi o mesmo destino do atacante, que recebeu uma proposta milionária do Chelsea, de Roman Abramovich, que estaria disposto a pagar mais de 140 milhões de reais na negociação, e, assim, seria o jovem mais caro do futebol mundial, mas a proposta foi recusada.

#### 2009–10
Em sua estreia oficial na terceira temporada pelo clube, o atacante marcou os dois gols da vitória por 2–1 sobre o Siena, em jogo válido pela Serie A. No dia 18 de outubro de 2009, Pato marcou o primeiro tanto do triunfo sobre a Roma, por 2–1. Teve uma atuação de grande destaque no Santiago Bernabéu, em que marcou dois gols, ajudando o seu time a triunfar sobre o Real Madrid por 3–2 e, ao final do jogo, recebeu o prêmio de melhor jogador da partida, escolhido pela UEFA. No primeiro gol, ele recebeu passe de Massimo Ambrosini, driblou o goleiro Iker Casillas e mandou para o fundo das redes. No segundo gol, recebeu passe de Clarence Seedorf, dominou e bateu forte, sem deixar a bola cair. Na décima rodada da Serie A, marcou um gol no empate em 2–2 contra o Napoli.
Já no dia 3 de novembro, no jogo de volta contra o Real Madrid, no Estádio San Siro, o brasileiro participou do lance mais polêmico da rodada quando marcou um gol ao dominar a bola no ar e chutar cruzado, que foi anulado erradamente pelo auxiliar. No lance seguinte ao gol, Alexandre Pato deu um chapéu em Sergio Ramos. O jogo acabou empatado em 1–1. No dia 8 de novembro, contra a Lazio, o Milan venceu por 2–1 e o atacante deixou a sua marca. No jogo contra o Cagliari, no dia 22 de novembro, Pato participou de três dos quatro gols na vitória por 4–3. Já na 15ª rodada, a Sampdoria foi até o San Siro e foi derrotada por 3–0, com um gol do atacante brasileiro.
No dia 13 de dezembro, Pato conquistou o prêmio Golden Boy, entregue pelo jornal italiano Tuttosport, ao melhor jogador com menos de 21 anos no futebol europeu. O atacante sucedeu o também brasileiro Anderson, do Manchester United, que havia conquistado o prêmio em 2008.

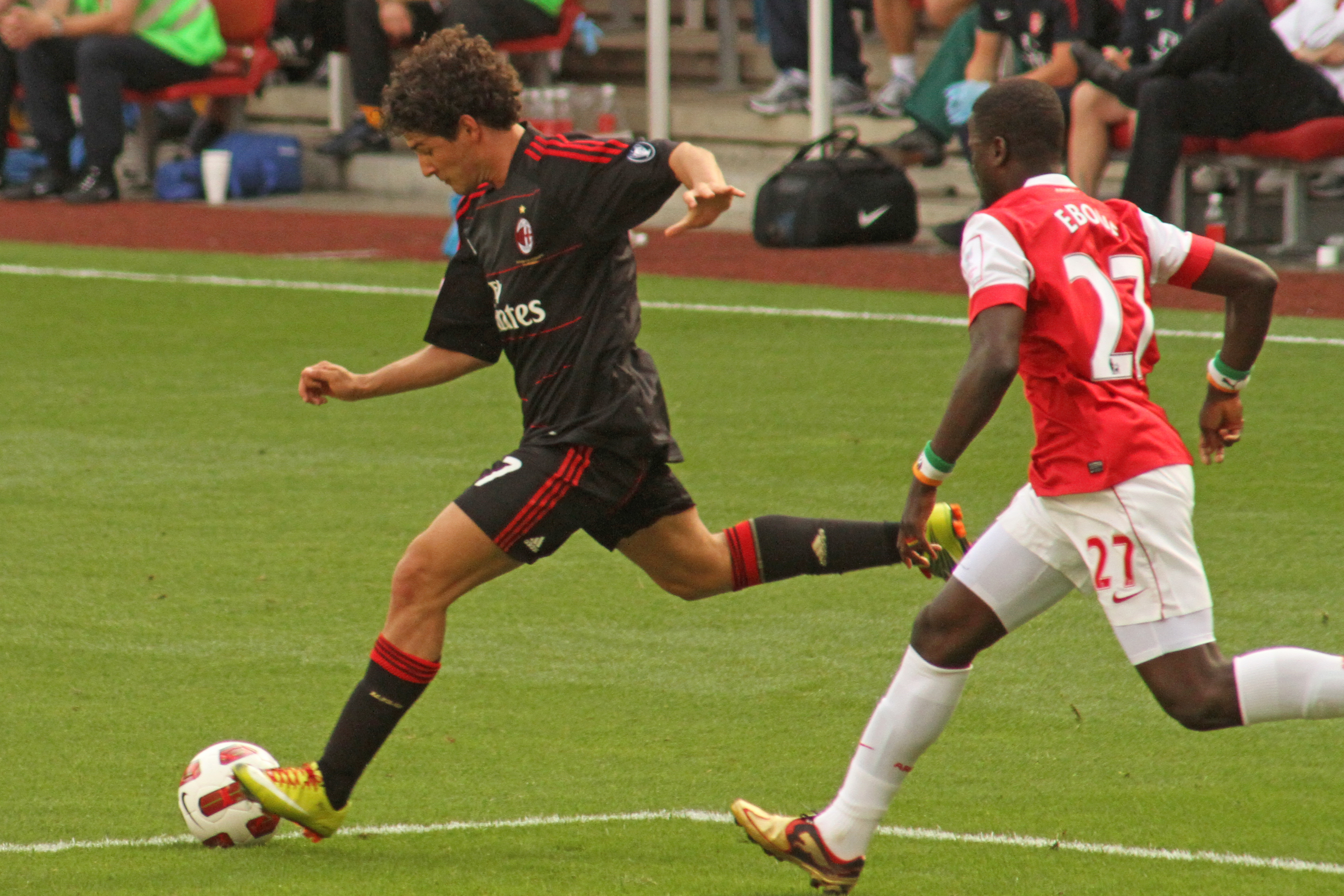
Pato em julho de 2010, num jogo contra o Arsenal

Após uma nova lesão que o afastou dos gramados por quase dois meses, Alexandre Pato conseguiu, enfim, atuar no ano de 2010. No dia 28 de fevereiro, contra a Atalanta, marcou dois gols e garantiu a vitória do Milan por 3–1. A má noticia era a de que Pato teria uma nova lesão, tendo assim grandes chances de ficar de fora do jogo contra o Manchester United, que aconteceria na semana seguinte. Após ficar de fora do jogo que resultou na eliminação do Milan na Liga dos Campeões, voltou no dia 21 de março. Começou como titular, mas jogou apenas treze minutos e foi substituído por conta de uma nova contusão.
Voltou novamente nas duas rodadas finais, mas não marcou gol. O Milan terminou em terceiro lugar na Serie A, garantindo a vaga para a Liga dos Campeões do ano seguinte.
Com a abertura da janela de transferências para a nova temporada, Pato foi alvo do Barcelona. O clube catalão queria uma troca com o Milan. A proposta era trocar Zlatan Ibrahimović pelo jogador, proposta rapidamente recusada pelos rossoneros. A equipe italiana contratou Ibrahimović por empréstimo, mas sem ceder nenhum de seus jogadores.

#### 2010–11
No dia 29 de agosto de 2010, na primeira partida oficial da temporada 2010–11, pela Serie A, contra a Lecce, Pato marcou dois gols. O primeiro aos dezessete do primeiro tempo e o segundo aos vinte e oito minutos, após lançamento de Ronaldinho Gaúcho. O jogo terminou 4–0 para o Milan.
No dia 16 de outubro, contra o Chievo, marcou dois gols na vitória dos rossoneros por 3–1. No dia 10 de novembro, contra o Palermo, marcou um gol de cabeça no primeiro tempo. Já no segundo tempo, em arrancada do meio de campo tendo driblado os adversários, foi derrubado na área e não teve o pênalti marcado pelo juiz. No lance, Pato sentiu uma lesão na coxa esquerda, às vésperas do derby contra a Internazionale e do amistoso do Brasil contra a Argentina. Dois dias depois, foi confirmado o corte do atacante para o jogo contra a Argentina. A previsão era de que o atleta voltasse a jogar em torno de seis semanas.

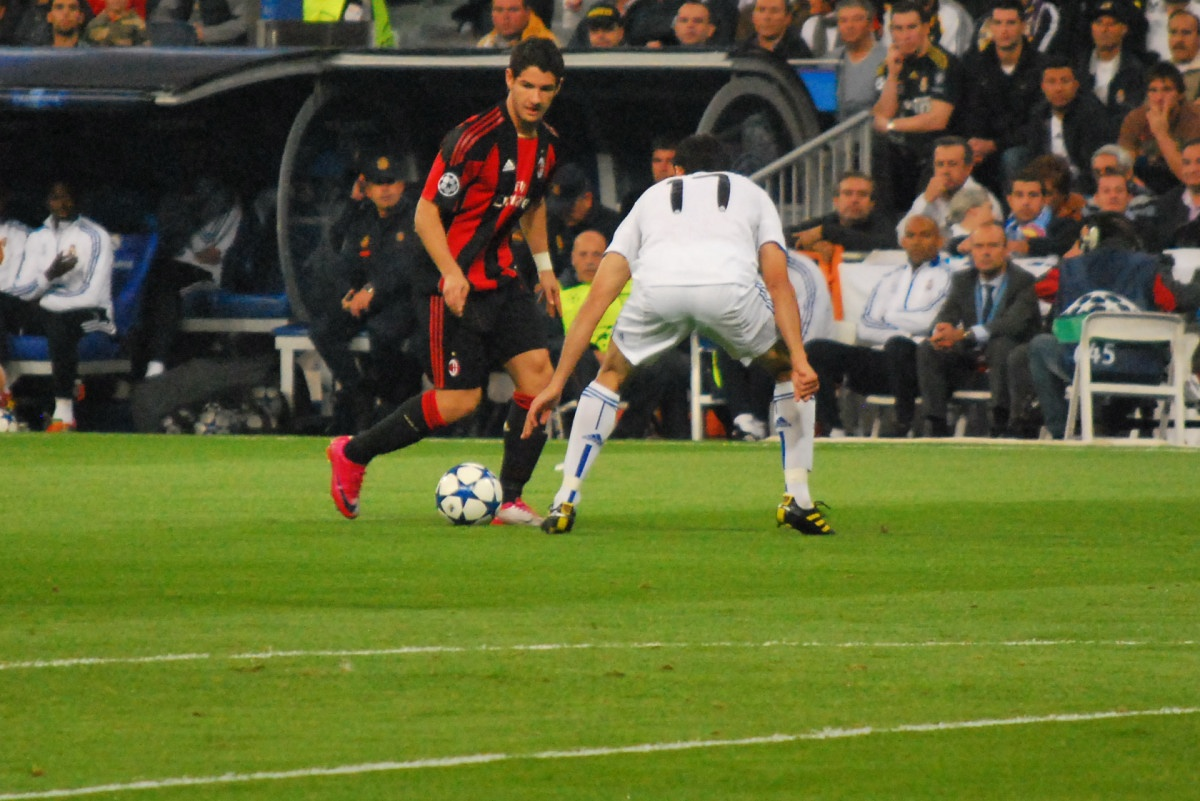
Pato em 2010 contra o Real Madrid

No segundo jogo após a sua volta aos gramados, no dia 9 de janeiro de 2011, marcou dois gols no empate em 4–4 contra a Udinese. Já no dia 26 de janeiro, em um jogo válido pela Copa da Itália, contra a Sampdoria, fora de casa, marcou dois gols, levando o Milan para às semifinais da competição. O primeiro deles veio após Thiago Silva subir de cabeça e deixar Pato na cara do gol para apenas deslocar o goleiro; no segundo, recebeu passe na entrada da área, aplicou uma meia-lua no zagueiro e tocou na saída do goleiro. Marcou novamente no dia 6 de fevereiro, contra o Genoa, no empate em 1–1. Mesmo após as especulações de uma possível transferência para o Real Madrid, no dia 20 de fevereiro, em uma partida contra o Chievo, Pato saiu do banco de reservas para garantir a vitória do Milan por 2–1, marcando o segundo gol em jogada individual; ele driblou dois marcadores e chutou no contrapé do goleiro.

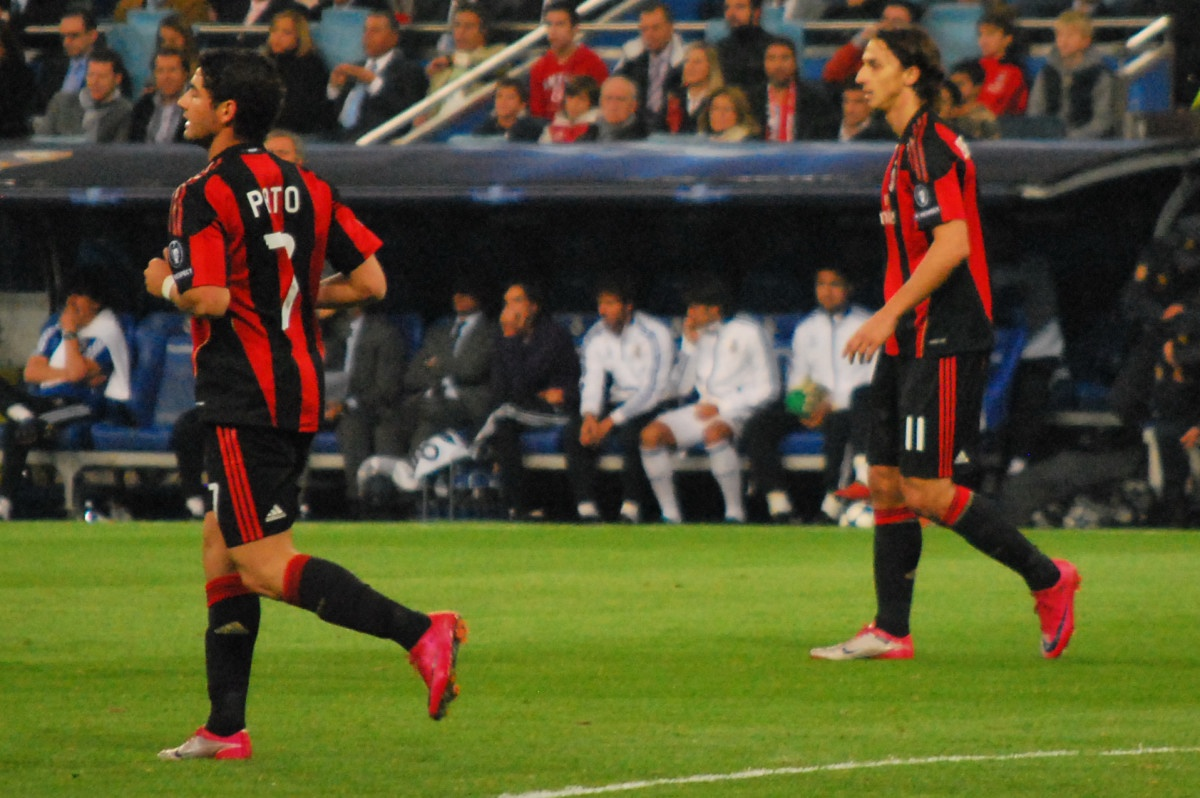
Pato ao lado do centroavante Zlatan Ibrahimović

Após ter ficado sob desconfiança no início de 2011, quando estava voltando de lesão e participou de revezamentos no ataque com Robinho e Antonio Cassano, recuperou a titularidade na equipe no dia 28 de fevereiro, quando teve participação decisiva na vitória por 3–0 sobre o Napoli, então vice colocado do Campeonato. Pato participou de todos os gols, deu uma assistência e marcou um gol após uma arrancada do meio de campo. No Derby contra a Internazionale, que antes do jogo estava apenas a um ponto atrás do Milan, Pato marcou duas vezes na vitória por 3–0. No primeiro gol, após bate e rebate no primeiro minuto de jogo, a bola sobrou para ele marcar. O segundo gol foi de cabeça. Ainda deu uma arrancada do meio campo e sofreu pênalti, convertido por Cassano, pênalti este que resultou na expulsão do zagueiro Cristian Chivu. No dia 10 de abril, marcou um gol e deu uma assistência na vitória do Milan por 2–1, sobre a Fiorentina. Com este tento, chegou a uma marca histórica: 50 gols marcados na Serie A, e apenas com 21 anos, igualando o recorde de Giuseppe Meazza, o último a alcançar a marca, em 1929. Um número exorbitante, ainda mais considerando que nenhum destes foi anotado de pênalti. No dia 16 de abril, em jogo contra a Sampdoria, sofreu uma lesão na coxa direita, o que lhe deixou de fora por duas semanas. Voltou no jogo contra a Roma, que terminou empatado e o Milan garantiu o título da Serie A. No jogo seguinte, contra o Cagliari, jogo de entrega das medalhas e também da taça, deu duas assistências na vitória por 4–1.
No último jogo da temporada, no dia 22 de maio de 2011, sofreu uma nova lesão, desta vez no ombro, após sofrer falta do zagueiro Cristián Zapata, da Udinese. A lesão aconteceu às vésperas da Copa América, competição que viria a disputar logo em seguida, tendo tempo hábil para sua recuperação. Ao lado de Ibrahimović, Pato terminou a temporada como artilheiro do Milan na Serie A; ambos marcaram 14 gols.

#### 2011–12
Logo no início da quinta temporada, Pato enfrentou o seu ex-clube, o Internacional, no torneio amistoso da Copa Audi de 2011, que também contou com Barcelona e o anfitrião Bayern de Munique. O confronto aconteceu na disputa pelo terceiro lugar, visto que Milan e Internacional foram eliminados nas semifinais, semifinal na qual Pato, poupado, entrou um minuto antes de acabar o jogo, apenas para a cobrança de um pênalti. Porém, sendo o último da lista, acabou nem cobrando, pois seu time foi eliminado antes. No reencontro com o Internacional, Pato atuou nos 90 minutos e acabou marcando um gol, que não teve comemoração. O jogo terminou empatado em 2–2 e foi para as penalidades; o Milan perdeu todas as suas quatro cobranças, e quando Pato foi cobrar, sua cobrança também acabou parando nas mãos do goleiro Renan. Após o jogo, foi o último jogador rossoneri a sair de campo, pois fez questão de abraçar e conversar com seus antigos companheiros.
Em agosto de 2011, o Chelsea voltou a tentar a contratação do atacante brasileiro; os Blues estariam dispostos a pagar cerca de 85 milhões de reais, proposta recusada pelos rossoneri.
No primeiro jogo oficial da temporada, o Milan derrotou a Internazionale por 2–1, pela Supercopa da Itália, conquistando assim o sexto título rossoneri na competição. Pato participou do segundo gol, quando recebeu lançamento de Ignazio Abate, dominou, finalizou e o goleiro Júlio Cesar defendeu; a bola tocou na trave, e no rebote, Kevin-Prince Boateng estufou as redes para fazer o gol do título.
Teve atuação de destaque contra o Barcelona, no dia 13 de setembro de 2011, no Camp Nou. Pato entrou para a história ao marcar o primeiro gol da Liga dos Campeões de 2011–12, além de ter sido o quinto mais rápido da história da competição, com apenas 24 segundos de jogo. O gol aconteceu logo na saída de bola, após uma arrancada do meio campo, passando por toda a defesa do Barcelona e tocando entre as pernas do goleiro Víctor Valdés. O gol também foi o tento mais rápido marcado na história do Camp Nou. No segundo tempo de jogo, o Milan foi dominado pelo adversário e a bola pouco chegou ao brasileiro, que foi eleito o melhor jogador em campo no empate em 2–2. Após o jogo, o treinador Josep Guardiola, do Barcelona, elogiou o atacante do Milan.
| “ | Ele deixaria para trás não só o Busquets, mas até mesmo o Usain Bolt. Nem com metralhadora seria possível pará-lo. | ” |

No dia 15 de setembro, o Chelsea voltou a insistir na contratação do jogador, oferecendo o centroavante Fernando Torres em troca do brasileiro. Um mês e meio depois, a imprensa de Londres noticiou que o clube preparava uma oferta por Pato. No começo do mês de novembro, a imprensa de Milão surgiu com a notícia de que pelas seguidas lesões, o clube italiano teria o interesse de vender o jogador, avaliado em 45 milhões de euros.
Já no dia 21 de setembro, no jogo contra a Udinese, no estádio San Siro, saiu de campo aos vinte minutos do primeiro tempo, outra vez contundido com uma lesão na coxa. Voltou no dia 19 de novembro, contra a Fiorentina, dois meses depois. A equipe médica testou um novo método de tratamento, com maior cautela e maior tempo de recuperação, tudo por conta das seguidas lesões do jogador, e a pedido do treinador Massimiliano Allegri, que esperava poder contar com o brasileiro por um longo período sem contusões.
No dia 7 de novembro, jornais da Inglaterra publicaram o interesse do Arsenal em contar com o jogador brasileiro, já em janeiro de 2012. Os Gunners estariam dispostos a pagar cerca de 40 milhões de euros. No dia 19 de novembro, como já era o esperado, Pato voltou aos gramados no jogo contra a Fiorentina. Participou do jogo por 20 minutos e acertou uma bola na trave. Foi a primeira vez, desde que chegou ao Milan, em 2007, que não marcou gol no Estádio Artemio Franchi. No dia 27 de novembro, Pato voltou ao time titular na partida contra o Chievo, no San Siro. Marcou um gol e sofreu um pênalti, convertido por Ibrahimović, na vitória por 4–0. Voltou a ter boa atuação no dia 6 de dezembro, em jogo válido pela Liga dos Campeões contra o Viktoria Plzeň, quando marcou um gol, deu uma assistência e acertou uma bola na trave.
Em 24 de dezembro, a imprensa francesa noticiou o interesse do Paris Saint-Germain em Pato. Leonardo e Carlo Ancelotti, então dirigente e treinador, respectivamente, do clube francês, gostariam muito de contar com o brasileiro, com quem já trabalharam juntos no Milan. Chegou a acontecer uma reunião entre o empresário do jogador e Leonardo, porém foi tratado como assunto pessoal. Ancelotti, amigo pessoal do jogador, também tentou levá-lo ao Chelsea, quando ainda dirigia o clube. As primeiras informações deram conta de que os valores girariam em torno de 50 milhões de euros, e o contrato seria de quatro anos e meio, com salários de 7 milhões de euros por ano. As notícias vieram um dia antes da viagem do Milan a Dubai, onde viria a disputar um amistoso no dia 4 de janeiro de 2012 contra o próprio PSG, quando o treinador do Milan, Massimiliano Allegri, criticou o empenho de Pato e indicou que ele deveria entrar com mais vontade nos treinamentos. O jogador respondeu que Allegri nunca teve uma conversa deste gênero com ele, e ainda citou Carlo Ancelotti. Na semana seguinte, ambos minimizaram as declarações e se reconciliaram. Pato foi titular no amistoso contra o PSG e marcou o gol da vitória, de letra, aos quatro minutos do primeiro tempo. Silvio Berlusconi, presidente e sogro de Pato, chegou a citar que seu genro deveria jogar mais e ter sequência, não simpatizando com os frequentes revezamentos com seu compatriota Robinho, com quem Pato atuou junto e ao lado de Ibrahimović apenas uma vez, no próprio amistoso contra o PSG. Silvio Berlusconi disse também que seria mais importante dar continuidade para esses jogadores do que pagar uma alta bagatela para contratar o argentino Carlos Tévez. Na madrugada de 11 de janeiro de 2012, jornais noticiaram que o PSG teria feito uma proposta com o valor inicial de 28 milhões de euros, mas que foi recusada. Jornais informaram que o Milan chegou a aceitar uma oferta do clube de Paris, especulada em 30 milhões de euros. Porém, Pato descartou algum tipo de transferência no momento, e declarou amor ao Milan, dizendo na oportunidade:
| “ | O Milan é a minha casa. | ” |

Em seguida, agradeceu ao presidente do clube, sogro e ex-primeiro-ministro da Itália, Silvio Berlusconi, que o elogiou e declarou ter muita confiança no jogador brasileiro.
No dia 8 de janeiro, na primeira partida oficial do ano, Pato foi titular, contra a Atalanta, fora de casa. O Milan venceu o jogo por 2–0, com Ibrahimović marcando o primeiro gol após Pato sofrer pênalti. O jogador também foi titular na derrota contra a Internazionale, no Derby della Madonnina, por 1–0.
Em 18 de janeiro, pela Copa da Itália no San Siro, contra o Novara, o jogador começou no banco de reservas, poupado. Pato entrou vaiado (torcedores culpavam a sua permanência para o fracasso nas negociações com Tévez) aos 11 minutos do segundo tempo, no lugar de Filippo Inzaghi. O jogo foi para a prorrogação, e Pato marcou o gol da classificação ao dar um lençol no goleiro. Porém, nos últimos minutos sentiu nova lesão na muscular na coxa e teve de ser substituído. Saiu sob aplausos e teve o nome gritado pela torcida nos minutos finais de jogo.
No dia 15 de fevereiro, totalmente recuperado de lesão, Pato voltou a jogar pelo Milan no jogo contra o Arsenal, pela Liga dos Campeões, no estádio San Siro, vencido pelos italianos por 4–0. Pato atuou por apenas 10 minutos. No treino do dia seguinte, ele teve uma recaída e consequentemente uma nova lesão na coxa. A princípio, não acusou gravidade, mas os médicos do Milan afirmaram não saber quando o jogador voltaria aos gramados. Após a nova lesão, o jornal Corriere dello Sport publicou uma matéria informando que o clube teria interesse em vender o atacante para o PSG, pelos 40 milhões de euros propostos. Segundo a assessoria de imprensa do clube, Massimiliano Allegri deixou Pato descansando por cinco dias, devido a um cansaço muscular, causado pelo tempo que ficou sem atuar. O jogador, recuperado, foi titular no confronto contra a Juventus, em jogo que decidia a liderança do campeonato. Pato foi substituído no intervalo, quando sua equipe vencia por 1–0, placar este que terminou em 1–1, no San Siro. No dia 1 de março, foi confirmada uma nova lesão de Pato. Em comunicado oficial, o Milan informou que o jogador pararia por mais duas semanas, aumentando o grau de impaciência dos italianos.
Após nova visita aos Estados Unidos para saber mais sobre suas lesões musculares, Pato voltou ao Milan na véspera do jogo contra o Barcelona. O médico do clube e o técnico Massimiliano Allegri confirmaram que o brasileiro estava em excelentes condições e jogaria a partida. O médico do clube não entrou em muitos detalhes sobre a nova viagem que o jogador fez para tratar a lesão, mas adiantou que eles voltaram mais confiantes e com "uma ideia melhor" conforme citado por ele mesmo. Pato jogou contra o Barcelona, entrou aos 61 minutos de jogo, jogou por 10 minutos e saiu com nova lesão. O Milan perdeu por 3–1 e foi eliminado da Liga dos Campeões.
Os jornais italianos desvendaram o que teria sido o possível diagnóstico de Pato, apresentado pelo doutor Jean-Pierre Meersseman, em que dizia que parte do problema é representado por "mensagens" que chegam para os músculos de Pato pelo sistema nervoso. Os impulsos cerebrais que desencadeiam um sistema de defesa nem sempre justificado, que por sua vez, faz com que os movimentos sejam feitos de forma potencialmente incorreta. É como se uma pessoa mudasse seu jeito de pisar no chão por suspeitar que há um buraco onde não existe um.
No dia 5 de abril, o Milan divulgou um comunicado oficial sobre a lesão:
| “ | O A.C. Milan está fortemente determinado a resolver, de modo positivo, e o mais rápido possível, os problemas musculares de Alexandre Pato. Existem vários caminhos terapêuticos. Continuam abertos, e não resta dúvida que, a atual situação será superada de modo satisfatório. Pato voltará melhor do que antes. | ” |

No mesmo dia foi noticiado que Pato não jogaria mais na temporada, o que poderia comprometer seriamente a sua participação nos Jogos Olímpicos de Londres com a Seleção Brasileira. Durante uma entrevista para o La Gazzetta dello Sport, o médico Jean-Pierre Meersseman afirmou:
| “ | A temporada de Pato acabou. Dez, vinte ou trinta dias. Chegamos a um ponto que muda pouco. O que está claro é que sua temporada acabou. Nós estamos de volta à estaca zero. Quem assumirá a responsabilidade de mandá-lo outra vez ao gramado? Como podemos resolver definitivamente os problemas musculares dele? Nós o levamos a todos os lugares, da Alemanha aos EUA. Diversos médicos o examinaram e o trataram. Já não sei a que santo pedir. Já pedi à minha conselheira espiritual que reze por ele. | ” |

Pato treinou durante a última semana da temporada, mas não foi relacionado para o último jogo para não correr riscos. O Milan terminou o campeonato na segunda colocação. O atacante brasileiro também deu uma entrevista para a TV Globo, comentando sobre seus problemas físicos que atrapalhavam sua carreira até aquele momento.
| “ | Eu vivo para o futebol, é o meu trabalho. Quando sinto que posso correr, bater na bola, eu corro com alegria, sorrindo. É aquilo que gosto. É aquilo que quero fazer, voltar a jogar bem, fazer gol, ajudar meu time e a Seleção. | ” |

O treinador Massimiliano Allegri se demonstrou confiante sobre o jogador:
| “ | Pato é um jogador muito importante. Foi uma temporada em que ele jogou muito pouco. Um jogador muito jovem, mas que acredito que ainda será o melhor jogador do mundo. | ” |

Pato afirmou, em entrevista a Rede Globo que estava curado de seus problemas musculares. Ele alegou que quando chegou ao Milan fez treinamentos apenas para a parte de trás da coxa, deixando parte posterior da coxa enfraquecida e exposta a lesões, caracterizando assim, uma dosagem muscular incorreta. O equilíbrio muscular foi feito com o médico da Seleção Brasileira.

#### 2012–13
Com as saídas de Zlatan Ibrahimović e Thiago Silva, Pato tornou-se a referência do Milan para a temporada. Era o terceiro jogador que estava a mais tempo no clube, atrás apenas de Massimo Ambrosini e Daniele Bonera. Tanto a torcida quanto o treinador e os companheiros davam entrevistas entusiasmadas de que este seria o ano de Pato, uma vez que ele estava aparentemente curado das lesões que o atormentaram na última temporada. Foi a primeira vez desde que chegou ao clube que Pato recebeu publicamente tamanha responsabilidade, e também a primeira vez em que ele atuaria como centroavante, sua posição preferida. Além disso, foi a primeira vez em que o brasileiro trocou de número no clube; anteriormente vestia a 7, mas assumiu a camisa 9 após a saída de Filippo Inzaghi.
No dia 19 de agosto de 2012, Pato iniciou a temporada participando do Troféu Luigi Berlusconi. O atacante jogou os 45 minutos finais da partida contra a Juventus ao lado de Robinho, mas não conseguiu impedir a derrota do Milan por 3–2. O entusiasmo virou frustração no dia 22 de agosto, quando o brasileiro sofreu nova lesão muscular no músculo adutor da coxa. O lance foi numa jogada isolada durante um treino, após uma disputa com Kevin-Prince Boateng. O departamento médico do Milan alegou que qualquer jogador poderia ter sofrido essa lesão em uma disputa de bola e não era mais um reincidente das lesões do jogador, que já pareciam curadas.
Voltou a jogar no dia 6 de outubro, em jogo do Milan Primavera (Sub-23). Para ganhar ritmo de jogo, o atacante atuou até os 16 minutos do segundo tempo, marcando dois gols de falta na vitória por 2–1. Na primeira partida oficial após a lesão, entrou no segundo tempo em jogo contra a Lazio, no Estádio Olímpico de Roma, na derrota por 3–2. Marcou seu primeiro gol na temporada no empate em 1–1 contra o Málaga, em partida válida pela Liga dos Campeões. Causou a ira da torcida ao desperdiçar uma penalidade sofrida por ele mesmo no dia 11 de novembro, em partida contra a Fiorentina, na qual sua equipe foi derrotada por 3–1 em casa. Devido ao momento delicado do Milan na temporada, e ao ostracismo por maus resultados, Pato, por se tratar de quem mais se esperava, foi o principal alvo de criticas da mídia italiana.
| “                                                        | As muitas e contínuas lesões podem ter afetado o psicológico de um menino reconhecido por todos como um 'fenômeno', no campo e também em relação à má sorte. O jogador ousado e de jogadas espetaculares que todos admiravam quando em plena forma, agora aparece como um corpo estranho, um elemento que tende a fazer o mínimo, só para responder 'Presente!'. | ” |
| — Salientava um trecho do jornal La Gazzetta dello Sport | |   |

No dia 13 de novembro, jornais italianos noticiaram que Pato teria sido alvo de ataques e insultos dos torcedores chamados "rebeldes", o que teria levado o jogador a decidir sair de Milão em janeiro. O Milan divulgou um comunicado oficial horas mais tarde negando as noticias dos jornais. No mesmo dia, Pato concedeu entrevista ao site oficial do seu clube e afirmou que só queria jogar.
| “ | Eu estou em uma equipe maravilhosa e eu só quero jogar. Sinto muito pela derrota, eu sei que errei e não tenho problema em admitir isso, mas eu estava sim 100% confiante e concentrado na penalidade. Voltei após vários meses fora, mas posso dizer que em breve vou voltar a estar 100%, estou calmo e eu estou trabalhando duro. Se eu estou com medo? Eu faço o meu melhor, eu nunca me senti tão confortável, somos um grande time e eu só quero jogar. Eu nunca fui embora. A agressão dos fãs? Nada aconteceu, sai do carro e fui para a saída do estádio da forma que eu sempre saio, não sei por que esses rumores vieram. | ” |

Nas duas partidas seguintes, esteve no banco de reservas e sequer entrou em campo. Voltou a ser utilizado em partida contra o Anderlecht, válida pela Liga dos Campeões, Pato entrou os 73 minutos de jogo e marcou o último gol na vitória por 3–1. Após a partida, o atacante externou ainda mais os problemas de vestiário num momento delicado do time rossonero:
| “ | Eu quero um time em que possa jogar, agora vou me reunir com meu agente para avaliar. | ” |

Nesta mesma partida, antes mesmo de balançar as redes, Pato sentiu a coxa em uma dividida, mas optou por seguir jogando. Pato confirmou após o jogo que não estava lesionado, porém poucas horas depois da partida, o Milan divulgou em comunicado oficial que se tratava de uma lesão leve. Dois dias depois, e também após a repercussão das palavras ditas por Pato, um novo comunicado oficial foi emitido, informando que o jogador teria sofrido uma lesão com um tempo maior de recuperação. Pato afirmou novamente que estava em condições de jogo, mas não foi chamado nem para o banco de reservas nas últimas partidas de 2012, com a alegação de que estaria totalmente recuperado apenas em janeiro de 2013.
No dia 17 de dezembro de 2012, o Corinthians apresentou uma oferta de 15 milhões de euros por 50% do jogador – que mais tarde se confirmaria em 100% dos direitos federativos do atleta – demonstrando interesse para que o jogador fosse o sucessor de Ronaldo, tanto como futebolista quanto como imagem para as ações de marketing do clube. Jornais italianos confirmaram que Pato tinha extremo interesse na oferta, visando recuperar sua melhor forma física e também aumentar suas possibilidade de jogar a Copa do Mundo FIFA de 2014.

### Corinthians
No dia 2 de janeiro de 2013, seu empresário confirmou que o jogador escolheu o Sport Club Corinthians Paulista, dentre um leque de opções que surgiram de última hora. Na ocasião, ele foi a maior compra da história de um clube brasileiro, ao fechar a transferência de 15 milhões de euros (aproximadamente 43 milhões de reais na cotação de janeiro de 2013). No dia 3 de janeiro, o clube anunciou oficialmente a contratação do jogador.
Na Itália, Adriano Galliani, dirigente do Milan, declarou: "Pato nos pediu para deixá-lo retornar ao Brasil. Ele vai para o Corinthians, mas com a promessa de que vai voltar para nós no futuro".
Pato foi apresentado oficialmente no dia 11 de janeiro, recebendo a camisa 7. O atacante afirmou na coletiva: "Resolvi voltar porque eu senti o calor da torcida do Corinthians quando eu fui ao Pacaembu ver a final da Libertadores. Aquilo me ajudou na escolha. É uma aventura nova e vou dar o meu melhor para os torcedores. Tenho certeza de que serei muito feliz aqui".
Em exame com médico brasileiro especialista no tecido muscular, foi constatado que Pato não tem nenhuma alteração muscular, ou seja, não há problemas crônicos, e o equilíbrio da musculatura das duas pernas estão corretos, o médico, no entanto, disse que o método de treinamento dos italianos é que aumenta o risco de lesão, por ter treinos que forçam muito mais a musculatura.
O atacante estreou no dia 3 de fevereiro e seguiu a "sina" de marcar nas estreias. Em partida valida pelo Campeonato Paulista, contra a equipe do Oeste, entrou no lugar de Paolo Guerrero (que já tinha anotado dois gols na partida) e com apenas três minutos em campo, recebeu passe de Paulinho e marcou o quinto gol da equipe. Na ocasião, o Corinthians goleou por 5–0. Com o bom desempenho em sua estreia, ganhou a vaga de titular contra a equipe do Botafogo-SP na 6ª rodada do Campeonato Paulista.
| “                | Minha estreia foi muito boa. A nota geral do time foi dez, mas eu posso melhorar muito ainda. Consegui fazer o gol, mas você vê o placar de 5–0 e vê que o time todo está de parabéns. Todos aqui são estrelas. | ” |
| — Alexandre Pato | |   |

Estreou como titular no dia 17 de fevereiro, em partida contra o Botafogo-SP, no Estádio Santa Cruz. Teve a chance de marcar logo no primeiro minuto, em jogada que resultou em uma boa defesa do goleiro. Outras boas chances de cabeça foram criadas com Pato, que teve um bom desempenho no jogo, apesar do empate em 0–0. Nas partidas seguintes, contra o São Caetano, Palmeiras e San José, entrou em campo sempre próximo aos 25 minutos da segunda etapa e não teve grandes oportunidades de marcar, ainda que, no clássico contra o Palmeiras criou a jogada do gol de empate, marcado por Romarinho, com assistência de Alexandre Pato. As três partidas terminaram empatadas. Em seu segundo jogo como titular, contra o Bragantino, marcou um dos gols do Corinthians no empate em 2–2. Voltou a marcar no jogo seguinte, contra o Millonarios, e passou em branco no clássico contra o Santos. A equipe titular do Corinthians foi poupada na rodada seguinte do Paulistão, contra o Ituano, mas Pato pediu para ser relacionado, e entrou aos vinte e cinco do segundo tempo, chegando a sofrer um pênalti aos quarenta minutos (desperdiçado pelo companheiro Emerson Sheik). O jogo terminou 3–2 para o Corinthians.
Em 13 de março, o ex-volante Vampeta, no dia de seu aniversário, apontou Pato como o principal futebolista em atividade no Brasil. Para o pentacampeão, o corintiano superava, inclusive, o badalado Neymar.
| “         | Se não se lesionasse na carreira, era um dos cinco melhores atacantes do mundo, e não é porque ele veio para o Corinthians agora. Para mim é o principal jogador do Brasil. Depois do Pato é o Neymar. | ” |
| — Vampeta | |   |

Na mesma data, Pato marcou um dos gols do Corinthians na vitória contra o Tijuana. Antes mesmo de marcar o primeiro gol do jogo, aos vinte e quatro minutos de jogo, Pato sentiu um incômodo muscular e foi a beira do gramado conversar com o fisioterapeuta do Corinthians, que sugeriu a substituição. O Corinthians divulgou uma nota no dia seguinte atestando que Pato está liberado pelo departamento médico para as próximas partidas, pois não se trata de uma lesão, e sim uma mialgia muscular, dores. Voltou a jogar no clássico contra o São Paulo, entrando em campo aos dez minutos do segundo tempo e marcando o gol da vitória do Corinthians por 2–1 em uma cobrança de pênalti, sofrida por ele mesmo ao ser derrubado por seu conterrâneo Rogério Ceni aos trinta e sete minutos da segunda etapa. Na última partida da primeira fase do Campeonato Paulista, contra o Atlético Sorocaba, Pato marcou na vitória por 2–0 que classificou o Corinthians. Pato marcou também na vitória contra a Ponte Preta, após driblar dois zagueiros e também o goleiro, na vitória por 4–0. Na semifinal do Campeonato Paulista contra o São Paulo, entrou no segundo tempo e bateu o último pênalti que garantiu a classificação do Corinthians para a final do campeonato, após empatar em 0–0 no tempo normal e vencer por 5–4 nos pênaltis. Ainda na reserva, participou no segundo tempo das duas partidas finais que garantiram o título paulista ao Corinthians, e também da partida contra o Boca Juniors, que culminou na eliminação de sua equipe da Copa Libertadores da América.
Cinco meses após a sua transferência ao Corinthians, e aparentemente insatisfeito com o treinador Tite por participar das partidas apenas na segunda etapa desde que chegou, no dia 26 de maio de 2013 o jornal Corriere dello Sport noticiou o interesse do Milan em repatriar o atleta por um empréstimo de seis meses. Segundo a publicação, Alexandre Pato teria uma reunião marcada com Adriano Galliani nos próximos dias. Mais tarde a equipe alvinegra negou o interesse e afirmou que o jogador permaneceria na equipe, afirmando que o mesmo tenha chegado recentemente e não sairia.
Em 29 de maio, no entanto, o atacante sofreria suas primeiras críticas com a camisa corintiana. Após perder dois gols feitos diante do Goiás, na segunda rodada do Brasileirão, Pato foi blindado por Tite, que defendeu o atleta. O treinador afirmou: "Essa pressão vem do valor. Mas futebol não é só dinheiro. Se fosse, não tínhamos ganhado a Libertadores ano passado."
Em 5 de junho, chegando a seu nono jogo consecutivo sem balançar as redes, Alexandre Pato novamente foi mal, agora na derrota corintiana diante do Cruzeiro, por 1–0, na Arena do Jacaré. O ex-milanista desperdiçou quatro oportunidades claras e voltou a ser criticado pela Fiel. O treinador Tite, numa nova tentativa de blindar o atacante, afirmou:
| “ | Ele melhorou em precisão. Foi o que pedi depois do jogo contra a Ponte: ‘Acerta o gol’. Acertando e tendo o goleiro adversário uma grande noite, o treinador vai reconhecer. Sempre olho para o outro lado. É preciso reconhecer que o Fábio teve uma noite muito feliz, o mérito dele. Se tivesse errado, eu cobraria. O mérito é do Fábio. | ” |

Na quinta rodada do Brasileirão, em partida contra o Bahia, na Arena Fonte Nova, Pato voltou a ser titular e marcou os dois gols na vitória por 2–0. Posteriormente marcou também contra o Atlético Paranaense. No dia 11 de agosto, Pato marcou um gol de pênalti, sofrido por ele mesmo, no triunfo por 2–0 contra o Vitória, jogo este que cravou sua titularidade. O atacante voltou a balançar as redes no dia 28 de agosto, marcando de falta em uma nova vitória por 2–0, dessa vez contra o Luverdense, válida pela Copa do Brasil. O Corinthians não marcava um gol de falta há 13 meses. Já no dia 1 de setembro, marcou dois gols na partida contra o Flamengo, chegando ao seu sexto gol no Campeonato Brasileiro.
No dia 19 de outubro, após um longo jejum do Timão, Pato garantiu a vitória do Corinthians contra o Criciúma por 1–0. Já no dia 23 de outubro, perdeu um pênalti decisivo nas cobranças após o empate no tempo normal contra o Grêmio, pelas quartas de final da Copa do Brasil. Ao tentar uma cavadinha, Pato chutou a bola em cima do goleiro Dida e acabou sendo considerado o maior responsável pela eliminação do Corinthians da competição.
O ano de 2014 contou com a chegada de Mano Menezes, treinador com quem Pato havia trabalhado na Seleção Brasileira. A situação, porém, continuou semelhante. Com o atacante na reserva e o Corinthians com desempenho de rebaixado no início do Paulistão, a cobrança foi ainda maior; torcedores chegaram a invadir o centro de treinamentos do clube paulista dirigindo insultos diretamente a Alexandre Pato e tentando agredi-lo fisicamente. Na mesma semana, ele contratou seis seguranças pessoais. O atacante chegou a receber sondagens da Juventus, mas o negócio foi prontamente descartado.
Com insatisfação de ambas as partes, o atacante foi negociado por empréstimo de dois anos (até dezembro de 2015) ao rival São Paulo; em troca, o Corinthians recebeu o meia Jadson, além de assumir o pagamento de metade do salário de Pato.
Durante a sua passagem pelo Corinthians, Pato atuou em 62 jogos e marcou 17 gols.

### São Paulo
No dia 5 de fevereiro de 2014, Pato foi envolvido numa troca entre os rivais São Paulo e Corinthians, sendo que o jogador ficou emprestado durante dois anos ao time tricolor. O meia Jadson, também envolvido na troca, assinou um contrato em definitivo com o Timão até o final de 2015. Em sua apresentação oficial pelo clube do Morumbi, foi anunciado que o atacante usaria a camisa de número 11, que tem um grande significado para o atacante, pois foi a camisa que usou em sua passagem pelo Internacional. Ao fim do empréstimo, Pato teve apenas um ano de contrato com o Corinthians. No dia 9 de abril, na vitória por 3–0 diante do CSA, Pato marcou seu primeiro gol pelo São Paulo, em partida válida pela Copa do Brasil.
No dia 4 de fevereiro de 2015, às vésperas de completar um ano de São Paulo, fez uma das suas mais memoráveis partidas de sua carreira. No jogo contra o Capivariano, válido pela segunda rodada do Campeonato Paulista, marcou seu primeiro hat-trick da carreira e ainda deu uma assistência para Alan Kardec definir a vitória de 4–2 no Pacaembu.
Diante do Atlético Mineiro, Pato completou 100 jogos com a camisa do Tricolor.
Pato entrou na história do Estádio do Morumbi, marcando o gol de número 3 mil do São Paulo na sua casa. O atleta recebeu homenagem do clube pelo gol marcado no dia 23 de setembro, na partida válida pela Copa do Brasil contra o Vasco da Gama. O jogador mostrou sua felicidade em uma rede social.
| “                | 3 mil gols no Morumbi! Não sei como explicar a felicidade de entrar na história do São Paulo. Trabalho todos os dias para fazer a alegria de vocês. Agradeço ao grupo e à comissão técnica por me ajudar a conquistar essa marca. Obrigado! | ” |
| — Alexandre Pato | |   |

Depois de uma má temporada atuando com a camisa do Corinthians, a passagem de Pato pelo São Paulo foi muito bem sucedida, e ele terminou 2015 como artilheiro do clube no ano, com 26 gols.
Ao todo, durante os quase dois anos em que vestiu a camisa tricolor, Pato atuou em 101 jogos e marcou 38 gols.
Ao final do contrato de empréstimo, o jogador retornou ao Corinthians, apesar de muita especulação em relação a uma possível transferência do jogador para um clube estrangeiro para o ano de 2016.

### Retorno ao Corinthians
No dia 6 de janeiro de 2016, após dois anos fora por empréstimo, Alexandre Pato retornou ao Corinthians. O jogador recusou uma proposta chinesa que lhe renderia mais de 5 milhões de reais por mês, mesmo sabendo do interesse do Corinthians em negociá-lo. Com o desejo de se transferir para um clube inglês, Pato contou com uma ofensiva de seu empresário Kia Joorabchian, antigo parceiro de negócios do Corinthians que chegou a ter um pedido de prisão decretado no Brasil por mais de um ano, após escândalos na época. O atacante foi oferecido a clubes da Premier League e chegou a negociar com o Liverpool, antes de acertar com o Chelsea.

### Chelsea

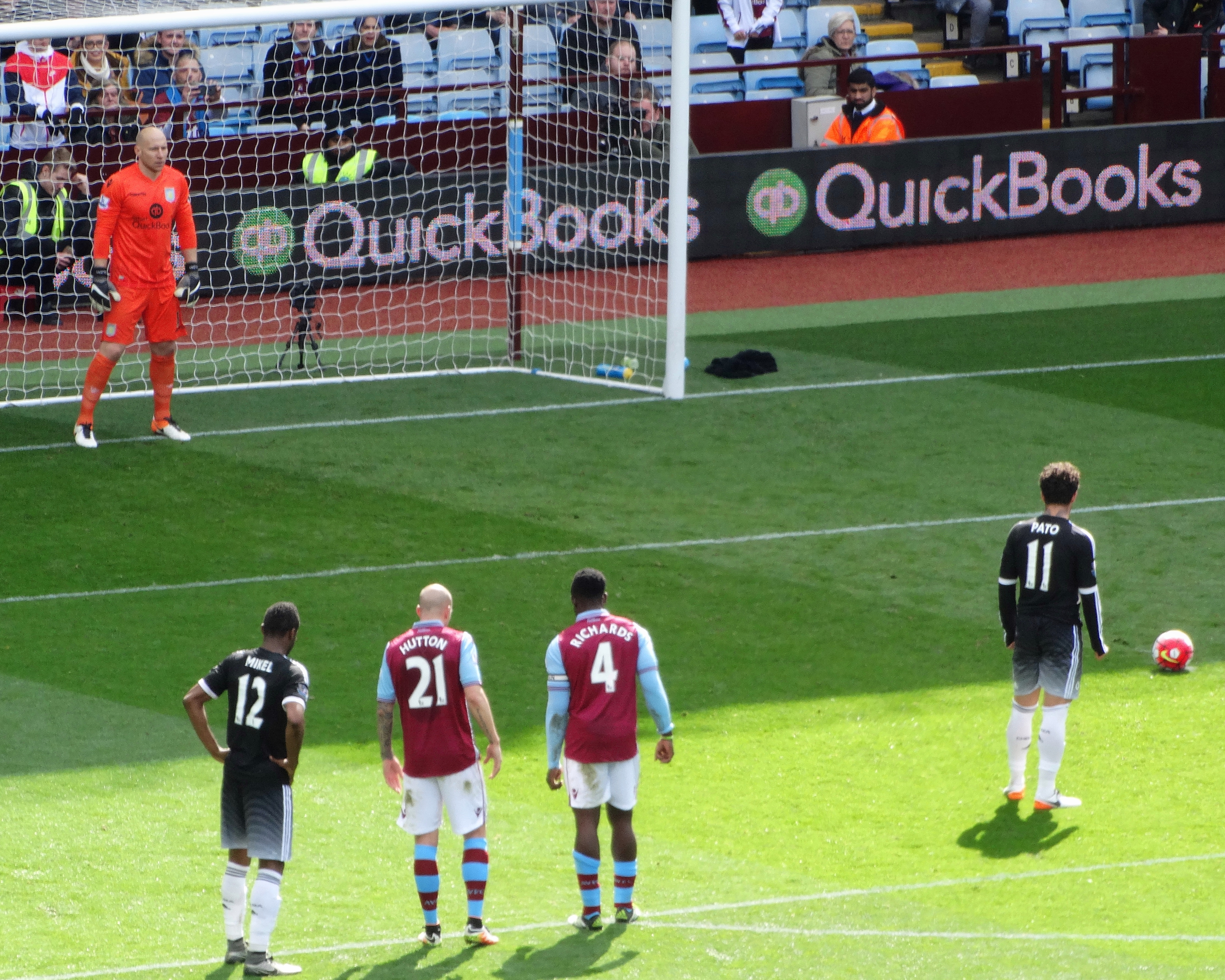
Pato cobrando um pênalti pelo Chelsea em abril de 2016

Pato acertou com o Chelsea no dia 26 de janeiro de 2016, assinando um contrato de empréstimo com duração de seis meses e opção de compra por parte do time londrino. O atacante estreou pela nova equipe no dia 2 de abril, marcando um gol de pênalti na goleada por 4–0 contra o Aston Villa, válida pela Premier League. No entanto, depois de voltar a sofrer com lesões e problemas físicos, o atacante teve a sua saída especulada pelo jornal Daily Mail. O tabloide inglês afirmou ainda que a passagem de Pato foi um "fracasso", pois em quatro meses o atacante só atuou em duas partidas.

### Novo retorno ao Corinthians
Após o empréstimo de seis meses junto ao Chelsea, sem interesse do clube inglês de renovar com o jogador e com contrato com o Corinthians até o final de 2016, Pato voltou ao clube brasileiro no dia 1 de julho de 2016. O atacante apenas treinou no CT Joaquim Grava, chegou a ser cogitado para atuar contra o Figueirense no dia 23 de julho, em partida válida pelo Campeonato Brasileiro, mas dias antes do jogo foi descartado. O motivo, segundo o técnico Cristóvão Borges, foi a falta de condição física para atuar.
Especulado em clubes brasileiros como Flamengo, São Paulo, Internacional e também na Lazio, da Itália, o destino do jogador acabou sendo o Villarreal, da Espanha.

### Villarreal
Na tarde do dia 25 de julho de 2016, o Corinthians aceitou a proposta de 3 milhões de euros (R$ 11 milhões) e pato foi vendido ao Villarreal. O jogador fechou vínculo com o novo clube por quatro anos, passando a receber um salário de cerca de R$ 915 mil mensais. Um dia depois, o Corinthians anunciou, por meio de seu site oficial, a venda de Pato ao clube espanhol.
O atacante foi apresentado no dia 1 de agosto em uma praça da cidade, já que o Estádio El Madrigal estava em reforma. Aproximadamente mil pessoas foram a sua apresentação, e Pato recebeu a camisa de número 10. No seu primeiro jogo oficial, marcou o gol de empate do Villarreal na derrota por 2–1 para o Mônaco, pela fase preliminar da Liga dos Campeões da UEFA. Esta foi a sexta vez que o atacante balançou as redes em estreias oficiais - ele já havia participado de amistosos contra Porto e Leganés, sem marcar. Antes, ele tinha feito gols nas primeiras partidas que disputou em Internacional, Milan, Corinthians, Chelsea e Seleção Brasileira principal. O São Paulo foi a única exceção na estatística.
Na sua quarta partida, Pato levou a pior em uma disputa de bola aos 19 minutos de jogo, pisou errado, torceu o tornozelo esquerdo e sentiu muitas dores. O atacante recebeu atendimento médico e ainda tentou seguir em campo, mas acabou pedindo a substituição aos 30. Não precisou de maca para deixar o gramado; mais tarde tranquilizou os fãs nas redes sociais dizendo que não era uma lesão séria.
No dia 29 de agosto, o jornal espanhol As classificou a contratação do atacante pelo Villarreal como uma das mais inesperadas do verão, mencionando suas lesões constantes e o declive na sua carreira. A matéria inclusive enfatizava que o atacante já voltou a se machucar, após apenas quatro partidas.
Após machucar o tornozelo na primeira partida da La Liga, Pato voltou aos gramados no dia 15 de setembro, com um gol e uma assistência. Foi o grande nome da vitória de 2–1 do Villarreal sobre o Zurich, na primeira rodada da fase de grupos da Liga Europa da UEFA.
No dia 18 de setembro, contra a Real Sociedad, Pato perdeu um pênalti; no entanto, o Villarreal venceu por 2–1 com dois gols do italiano Nicola Sansone. Posteriormente teve boa atuação na vitória por 3–1 contra o Sporting Gijón, dando uma assistência e marcando um gol.

### Tianjin Quanjian
Na tarde do dia 28 de janeiro de 2017, o Villarreal aceitou a proposta de 18 milhões de euros (R$ 54 milhões) do Tianjin Quanjian.
Com seus gols decisivos, foi o principal responsável por levar o clube ao 3º lugar na Superliga Chinesa, conquistando assim a inédita vaga para a Liga dos Campeões da Ásia de 2018.
Em 16 de março de 2019, rescindiu seu contrato com o clube chinês.

### Retorno ao São Paulo
Após a rescisão com o Tianjin, Alexandre Pato acertou seu retorno ao São Paulo, em definitivo, no dia 27 de março de 2019.
Vice artilheiro da equipe em 2020, com quatro gols na temporada, Pato teve um desgaste com a comissão técnica e a diretoria, principalmente após a eliminação do clube para o Mirassol, pelas quartas de final do Campeonato Paulista. Assim, no dia 19 de agosto, clube e atleta decidiram encerrar, em comum acordo, o contrato que seria válido até 2022.

### Orlando City
Após ficar quase seis meses sem jogar, foi anunciado pelo Orlando City no dia 13 de fevereiro de 2021, assinando por uma temporada. Marcou seu primeiro gol oficial pela equipe no dia 27 de fevereiro de 2022, na vitória por 2–0 contra o Montreal, em jogo válido pela Major League Soccer.
O atacante anunciou sua saída do clube no dia 14 de novembro, agradecendo pela passagem e pelo carinho dos torcedores. Ao todo, Pato atuou em 32 partidas pelo Orlando City e marcou apenas quatro gols.

### Terceira passagem pelo São Paulo
Desde fevereiro de 2023 treinando no São Paulo, o jogador foi anunciado oficialmente pelo clube no dia 26 de maio, assinando um contrato de produtividade. Sua apresentação e coletiva de imprensa estavam marcadas para o dia 29 de maio, mas foram desmarcadas devido a um furto de cabeamento do CT da Barra Funda, tendo que ser remarcadas pela impossibilidade do sinal de telefone e internet para os jornalistas que fossem cobrir o evento. Após o imprevisto, a coletiva ocorreu no dia seguinte, 30 de maio.
Em 9 de julho, após quase dois meses esperando sua liberação para atuar, Pato entrou em campo no empate por 0–0 contra o Bragantino, marcando o início de sua terceira passagem no São Paulo. Já no dia 16 de julho, em seu segundo jogo desde o retorno, o atacante voltou a balançar as redes pelo São Paulo numa goleada por 4–1 sobre o rival Santos, no Morumbi. Pato, que entrou no lugar de Juan, participou de uma jogada trabalhada, tabelou com David e finalizou por baixo das pernas do goleiro adversário para marcar o quarto gol tricolor na partida. Na comemoração, usou a cabeça do mascote Santo Paulo e beijou o escudo que beira o gramado do Estádio do Morumbi. O atacante voltou a balançar as redes no dia 27 de agosto, fora de casa, contra o América-MG, mas não conseguiu evitar a derrota por 2–1, válida pelo Brasileirão.
Integrou o elenco campeão da Copa do Brasil, em que o São Paulo empatou por 1–1 contra o Flamengo no jogo de volta da final, no Morumbi. No jogo de ida, realizado no Maracanã, o Tricolor venceu por 1–0. Essa foi a primeira vez que Pato conquistou a competição nacional.
O atacante encerrou a temporada 2023 em baixa, com apenas 10 partidas e dois gols marcados. Com isso, a diretoria informou que não renovaria o seu contrato para 2024.

### Pausa na carreira
Em abril de 2025, ao ser questionado por um seguidor no Instagram se estaria aposentado, Alexandre Pato negou e afirmou que tinha dado uma pausa na carreira para acompanhar o nascimento do seu filho Benjamin, fruto do seu relacionamento com a esposa Rebeca Abravanel. Além disso, o jogador afirmou que analisaria o que teria disponível no mercado. Meses antes, em novembro de 2024, Pato estreou como comentarista do SBT, trabalhando em competições como a Liga dos Campeões e a Copa Sul-Americana ao lado de Tiago Leifert.

## Seleção Nacional

### Sub-17, Sub-18 e Sub-20
Antes de ser conhecido, participou de um período de treinamentos com a Seleção Sub-17, em 2005, visando o mundial da categoria, mas por ter quinze anos recém completos, não teve chances de ser convocado para o torneio. No ano seguinte, ainda antes da popularidade, foi campeão da Copa Sendai de 2006 com a Seleção Sub-18. Na final contra a França, Pato marcou um gol no estádio de Yokohama, que reencontraria no final daquele ano, em dezembro, no Mundial de Clubes da FIFA, que foi conquistado pelo atacante. Ao final do torneio, foi eleito o melhor jogador da competição, sagrando-se também o artilheiro.
Convocado para o Sul-Americano Sub-20, Pato fez sua estreia na Seleção Brasileira de base no jogo contra o Chile, no dia 7 de janeiro de 2007. Ele entrou em campo no segundo tempo, com a camisa 11, e em menos de trinta minutos fez dois gols, ajudando o Brasil a vencer por 4–2.
Na sequência do torneio, mesmo não jogando a partida final contra a Colômbia (suspenso pelo segundo cartão amarelo), foi o artilheiro da Seleção com cinco gols, ajudando o Brasil a sagrar-se campeão do torneio, e garantir a vaga para as Olimpíadas de 2008.
Em julho de 2007, no Mundial Sub-20, voltou a fazer parte da Seleção. O Brasil foi mal na competição, sendo eliminado pela Espanha, nas oitavas de final, mas Pato novamente foi o artilheiro da Seleção, com três gols.

### Principal

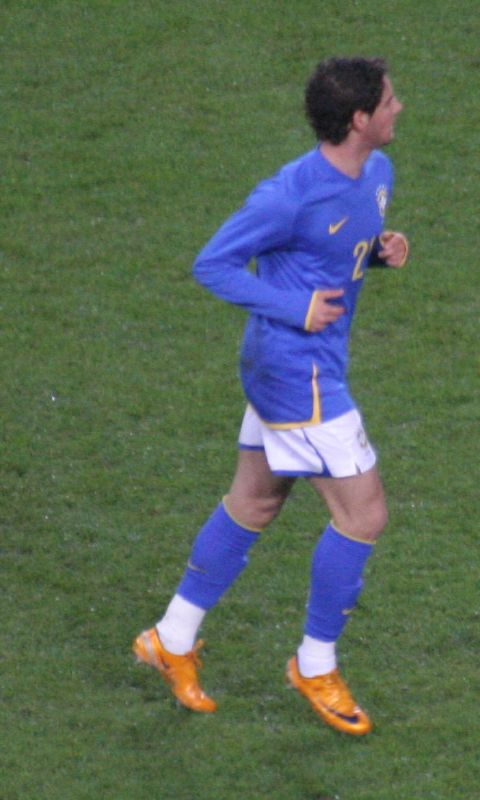
Pato na sua estreia pela Seleção, em 2008

No dia 22 de janeiro de 2008, foi convocado para a Seleção Brasileira principal, para um amistoso contra a Irlanda. Por uma torção no tornozelo esquerdo em um jogo do Milan contra a Fiorentina, acabou sendo cortado.
Pato estreou pela Seleção Brasileira no dia 26 de março de 2008, contra a Suécia, entrando no decorrer do segundo tempo. Marcou ainda um gol, por cobertura, de fora da área, próximo à linha de fundo, após saída do goleiro para disputar a bola com o jogador, este que foi o gol da vitória do Brasil por 1–0. No dia 21 de maio de 2009, foi convocado pelo técnico Dunga para a Copa das Confederações, na qual sagrou-se campeão.
Já no dia 25 de fevereiro de 2010, foi o modelo da Nike para a apresentação do uniforme que a Seleção iria usar na Copa do Mundo daquele ano, na África do Sul. Apesar disto, não foi convocado pelo treinador Dunga para o torneio. Pato então usaria este mesmo uniforme apenas mais tarde, em amistosos, com a Seleção já no comando de Mano Menezes.
No dia 26 de julho de 2010, Pato retornou para a Seleção Brasileira, na primeira convocação do novo treinador Mano Menezes. No primeiro jogo da Era Mano, Pato saiu jogando como titular, com a camisa 9, e marcou um belo gol, driblando o goleiro dos Estados Unidos. Pouco tempo antes, Pato havia marcado outro gol, que foi anulado pelo árbitro. Pato esteve presente também na convocação que foi feita em setembro. Naquela oportunidade, Mano Menezes convocou a seleção apenas para um período de treinamentos, chegando a fazer um jogo treino contra o Barcelona B, vencido por 3–0 com um gol de Pato. Pato esteve presente também na terceira convocação da "Era Mano": desta vez, foram disputados dois jogos. No primeiro, contra o Irã, Pato marcou um gol, após receber passe dentro da área, dominou e chutou forte, selando a vitória brasileira. No primeiro tempo do jogo, também sofreu a falta que originou o primeiro gol do jogo, marcado por Daniel Alves. O jogo terminou em 3–0 para o Brasil. No jogo contra a Ucrânia, Pato marcou mais outro gol. Após receber o passe dentro da área, o atacante girou com a perna direita e chutou forte com a esquerda, marcando seu terceiro gol nos três jogos no comando de Mano Menezes até então.
Em 2010, Pato se firmou na seleção de Mano Menezes, foi também convocado para o último amistoso do ano, para uma partida contra os rivais argentinos mas acabou sendo cortado após sofrer um estiramento na coxa esquerda em um jogo pelo Milan. A previsão era que o atleta voltasse aos gramados em cerca de seis semanas.
Também esteve presente na primeira lista de 2011, e enfrentou a França no mês de fevereiro, e pela primeira vez não marcou gol em uma partida sob o comando de Mano Menezes, tendo o Brasil perdido o jogo por 1–0. Foi chamado para o amistoso contra a Escócia, mas acabou sendo cortado devido a uma lesão no tornozelo.
Voltou a ser convocado no dia 19 de maio, para os amistosos contra a Holanda e Romênia, lista que também serviria como pré-lista para a Copa América, em que o nome de Pato era dado como certo. O atacante acabou dando um susto, ao deslocar o ombro no último jogo da temporada 2010–11 da Serie A. O tempo de recuperação da sua nova lesão poderia impossibilitar o jogador de disputar a Copa América, e estaria assim, mais uma vez retardando a sua evolução na Seleção Brasileira. Porém, logo foi afastado o risco: com o tratamento diretamente com o médico da Seleção Brasileira, duas semanas após a lesão, o médico deu um "aceno" positivo para a convocação do atacante, que viria a ser confirmado na convocação do dia 7 de junho. Na estreia, em partida contra a Venezuela, que terminou empatada em 0–0. No jogo, mostrou boa movimentação e acertou uma bola no travessão. No segundo jogo, no empate contra o Paraguai, manteve a criação de boas oportunidades, mas não obteve êxito. Na rodada seguinte, contra o Equador, marcou dois gols na vitória por 4–2, na comemoração, surpreendeu ao comemorar com raiva. O jogador foi eleito outra vez pela organização da Copa América como o melhor jogador em campo. Contra o Paraguai, teve duas boas chances para marcar, que pararam nas mãos do goleiro adversário. No jogo, o Brasil foi eliminado da competição. Pato foi substituído aos 8 minutos do segundo tempo da prorrogação, e a partida foi para os pênaltis. Os brasileiros perderam as 4 cobranças e foram eliminados. Foi convocado para o jogo seguinte, que aconteceu no dia 10 de agosto, contra a anfitriã Alemanha. O Brasil acabou derrotado por 3–2, e apesar de não marcar, Pato criou algumas oportunidades desperdiçadas. Foi convocado também para o jogo seguinte, contra Gana, em Londres, no dia 5 de setembro, onde foi reserva pela primeira vez na Era Mano. Pato entrou aos 33 minutos do segundo tempo, com a camisa 18. Teve uma bela cabeçada que foi salva pelo goleiro, na vitória do Brasil por 1–0. Com a contusão muscular que sofreu no dia 21 de setembro, no jogo contra a Udinese, Pato perdeu os próximos dois amistosos da Seleção Brasileira, que aconteceram no mês de outubro.
Na primeira convocação de 2012, no dia 14 de janeiro – período em que Pato estava contundido por outra lesão ocorrida em janeiro –, o atacante ficou de fora da primeira lista do ano em que ocorrem os Jogos Olímpicos. No entanto, foi pré-convocado para os Jogos Olímpicos no dia 14 de março. Já no dia 11 de maio, o jogador foi convocado para os amistosos contra Dinamarca, Estados Unidos, México e Argentina, que serão realizados entre os dias 26 de maio e 9 de junho. Não jogou o primeiro dos confrontos por não estar 100% fisicamente, depois de se recuperar da lesão. No segundo jogo, entrou aos 19 minutos do segundo tempo, e na primeira oportunidade, mandou na trave. Aos 41 minutos, recebeu passe de Marcelo, matou no peito e fuzilou o gol de Tim Howard; Brasil 4–1. Nos dois últimos, entrou no segundo tempo em ambos, mas não marcou gol. Em julho foi confirmado na lista de Mano Menezes e vai disputar sua segunda Olimpíada. Em amistoso olímpico antes da estreia na competição, participou da vitória por 2–0 sobre a Grã-Bretanha. Entrou no segundo tempo na estreia contra o Egito, jogo vencido por 3–2. No segundo jogo, contra a Bielorrússia, Pato começou como titular, e marcou um gol de cabeça, após passe de Neymar, na vitória de 3–1. Participou dos 15 minutos finais do jogo seguinte contra a Nova Zelândia. Entrou aso 44 minutos do segundo tempo na partida de quartas de final contra Honduras. Participou de aproximadamente 15 minutos da partida de semifinal contra a Coreia do Sul, vencida pela equipe brasileira por 3–0. Na final contra o Seleção Mexicana entrou aos 72 minutos na derrota por 2–1, e conquistou sua segunda medalha olímpica, desta vez de prata, uma vez que havia conquistado o bronze na edição passada.
Na partida amistosa contra a Suécia, no dia 15 de agosto, entrou aos 30 minutos do segundo tempo e marcou dois gols na vitória por 3–1, um de cabeça e outro de pênalti, sofrido por ele mesmo.
Voltou a ser convocado para a Seleção no dia 2 de fevereiro de 2013, sendo chamado pelo treinador Luiz Felipe Scolari para um amistoso contra a Bolívia. Alexandre Pato entrou no intervalo e não teve chances de gol, a Seleção Brasileira apenas administrou o resultado no segundo tempo e venceu por 4–0. Foi convocado por Felipão novamente, desta vez para um amistoso o último amistoso antes da convocação para a Copa das Confederações, jogo este que aconteceu no dia 24 de abril, Alexandre Pato entrou no segundo tempo e deu uma assistência para um gol de Neymar no empate em 2–2. Após ficar de fora da Copa das Confederações, voltou a ser convocado por Felipão no dia 2 de setembro de 2013, para substituir Fred, lesionado, nos jogos contra Austrália e Portugal.

## Vida pessoal
Foi casado com a atriz brasileira Sthefany Brito, com quem esteve junto por mais de dois anos e se separou depois de pouco mais de nove meses de comunhão. Pato entrou com um pedido de separação litigiosa, oferecendo o valor de cinco mil reais mensais referentes à pensão alimentícia da atriz. Na batalha judicial em primeira instância, o jogador teria de pagar 130 mil reais mensais de pensão à atriz, e após três anos e de recorrer em todas as instâncias, conseguiu baixar o valor para 50 mil reais mensais durante dezoito meses. Durante os três anos do processo judicial, Pato continuou pagando uma pensão de cinco mil reais mensais à atriz.
No dia 3 de setembro de 2010, Pato foi visto pela primeira vez com Débora Lyra, modelo e Miss Brasil daquele ano. No entanto, por conta das agendas lotadas de ambos, o namoro não pôde seguir adiante.
Alexandre namorou por dois anos e meio Barbara Berlusconi, filha de Silvio Berlusconi, então primeiro-ministro da Itália e presidente do Milan. O casal foi visto pela primeira vez no dia 24 de fevereiro de 2011, quando saíram de um restaurante em Milão.
Em novembro de 2014, durante o GP de Fórmula 1 em São Paulo, Pato assumiu um namoro com Fiorella Mattheis. O jogador e a atriz ficaram juntos até julho de 2017.
Quatro anos depois, em dezembro de 2018, engatou um romance com Rebeca Abravanel, apresentadora do SBT e filha de Silvio Santos. O casal se casou em junho de 2019. Juntos tiveram um filho, Benjamin, nascido em São Paulo no dia 12 de janeiro de 2024.

## Histórico de lesões
| Data                                  | Lesão |
| ------------------------------------- | --- |
| 3 de fevereiro de 2008                | Teve uma torção no tornozelo direito jogando pelo Milan, que acabou cortando o jogador da Seleção Brasileira. |
| Abril de 2009                         | Primeira lesão na coxa direita. |
| Novembro de 2009                      | Lesão muscular na coxa direita. Voltou a jogar apenas no dia 28 de fevereiro do ano seguinte. |
| 28 de fevereiro de 2010               | Reapareceu na vitória contra a Atalanta, marcando dois gols, mas teve uma nova lesão muscular na coxa direita. |
| 21 de março de 2010                   | Voltou a jogar na partida de oitavas de final da Liga dos Campeões, contra o Manchester United. O jogador saiu lesionado com mais uma lesão no adutor da coxa, aos 13 minutos do primeiro tempo.                                |
| 16 de outubro de 2010                 | Lesão no adutor da coxa esquerda, contusão que tirou o atacante do jogo do Brasil contra a Argentina, além do derby de Milão. O jogador voltou a atuar em janeiro do ano seguinte.                                              |
| Março de 2011                         | Lesão no tornozelo direito, que cortou o jogador da Seleção Brasileira. |
| 16 de abril de 2011                   | Lesão no adutor da coxa direita, que tirou o jogador dos gramados por 20 dias. |
| 22 de maio de 2011                    | Sofreu uma lesão na clavícula, em um jogo pelo Milan. Voltou a jogar apenas na Copa América, pela Seleção Brasileira, seis semanas depois.                                                                                      |
| 21 de setembro de 2011                | Sofreu nova lesão muscular na coxa e parou por cerca de dois meses. |
| 18 de janeiro de 2012                 | Sofreu mais uma lesão muscular na coxa. Lesão muscular de grau 1 no músculo do bíceps femoral na coxa esquerda; um mês de recuperação.                                                                                          |
| 16 de fevereiro de 2012               | Voltou aos gramados no dia 15 de fevereiro, como antecipado na lesão acima, jogou 10 minutos, e no treino do dia seguinte, sofreu cansaço muscular na mesma coxa. Cinco dias de recuperação.                                    |
| 1 de março de 2012                    | Parou por um mês devido a nova lesão muscular na mesma coxa. |
| 3 de abril de 2012                    | Após consultar novamente nos Estados Unidos, se dizia em condições excelentes. No entanto, ao voltar aos gramados, contra o Barcelona, entrou aos 61 minutos e saiu 10 minutos depois com nova lesão. Voltou no dia 30 de maio. |
| 22 de agosto de 2012                  | Após tempo de trégua e visivelmente recuperado, sofreu nova lesão no músculo adutor da coxa esquerda em disputa de bola durante um treino do Milan.                                                                             |
| 21 de novembro de 2012                | Lesão muscular na coxa direita. |
| Total: 16 lesões e 597 dias sem jogar | |

## Estatísticas
Atualizadas até 17 de abril de 2021

### Clubes
| Clube             | Temporada         | Campeonato nacional | Campeonato nacional | Campeonato nacional | Copa nacional | Copa nacional | Copa nacional | Competições continentais¹ | Competições continentais¹ | Competições continentais¹ | Outros torneios² | Outros torneios² | Outros torneios² | Total | Total | Total   |
| Clube             | Temporada         | Jogos               | Gols                | Assist.             | Jogos         | Gols          | Assist.       | Jogos                     | Gols                      | Assist.                   | Jogos            | Gols             | Assist.          | Jogos | Gols  | Assist. |
| ----------------- | ----------------- | ------------------- | ------------------- | ------------------- | ------------- | ------------- | ------------- | ------------------------- | ------------------------- | ------------------------- | ---------------- | ---------------- | ---------------- | ----- | ----- | ------- |
| Internacional     | 2006              | 1                   | 1                   | 0                   | —             | —             | —             | —                         | —                         | —                         | 2                | 1                | 0                | 3     | 2     | 0       |
| Internacional     | 2007              | 9                   | 5                   | 1                   | —             | —             | —             | 7                         | 4                         | 0                         | 8                | 1                | 0                | 24    | 10    | 1       |
| Internacional     | Total             | 10                  | 6                   | 1                   | —             | —             | —             | 7                         | 4                         | 0                         | 10               | 2                | 0                | 27    | 12    | 1       |
| Milan             | 2007–08           | 18                  | 9                   | 2                   | —             | —             | —             | 2                         | 0                         | 0                         | —                | —                | —                | 20    | 9     | 2       |
| Milan             | 2008–09           | 36                  | 15                  | 6                   | —             | —             | —             | 6                         | 3                         | 0                         | —                | —                | —                | 42    | 18    | 6       |
| Milan             | 2009–10           | 23                  | 12                  | 1                   | —             | —             | —             | 7                         | 2                         | 1                         | —                | —                | —                | 30    | 14    | 2       |
| Milan             | 2010–11           | 25                  | 14                  | 4                   | 3             | 2             | 0             | 5                         | 0                         | 0                         | —                | —                | —                | 33    | 16    | 4       |
| Milan             | 2011–12           | 11                  | 1                   | 1                   | 1             | 1             | 0             | 5                         | 2                         | 1                         | 1                | 0                | 1                | 18    | 4     | 3       |
| Milan             | 2012–13           | 4                   | 0                   | 0                   | 0             | 0             | 0             | 3                         | 2                         | 0                         | 0                | 0                | 0                | 7     | 2     | 0       |
| Milan             | Total             | 117                 | 51                  | 14                  | 4             | 3             | 0             | 28                        | 9                         | 2                         | 1                | 0                | 1                | 150   | 63    | 17      |
| Corinthians       | 2013              | 30                  | 9                   | 0                   | 4             | 1             | 0             | 9                         | 2                         | 1                         | 14               | 5                | 1                | 57    | 17    | 2       |
| Corinthians       | 2014              | 0                   | 0                   | 0                   | 0             | 0             | 0             | 0                         | 0                         | 0                         | 5                | 0                | 0                | 5     | 0     | 0       |
| Corinthians       | Total             | 30                  | 9                   | 0                   | 4             | 1             | 0             | 9                         | 2                         | 1                         | 19               | 5                | 1                | 62    | 17    | 2       |
| São Paulo         | 2014              | 29                  | 9                   | 4                   | 6             | 2             | 2             | 4                         | 1                         | 0                         | 1                | 0                | 0                | 40    | 12    | 6       |
| São Paulo         | 2015              | 33                  | 10                  | 5                   | 7             | 3             | 1             | 6                         | 3                         | 0                         | 16               | 8                | 3                | 61    | 26    | 8       |
| São Paulo         | 2019              | 20                  | 5                   | 0                   | 2             | 0             | 0             | —                         | —                         | —                         | —                | —                | —                | 22    | 5     | 0       |
| São Paulo         | 2020              | 0                   | 0                   | 0                   | 0             | 0             | 0             | 2                         | 1                         | 0                         | 11               | 3                | 2                | 13    | 4     | 2       |
| São Paulo         | Total             | 62                  | 19                  | 9                   | 13            | 5             | 3             | 10                        | 4                         | 0                         | 17               | 8                | 3                | 136   | 47    | 14      |
| Chelsea           | 2015−16           | 2                   | 1                   | 0                   | 0             | 0             | 0             | 0                         | 0                         | 0                         | —                | —                | —                | 2     | 1     | 0       |
| Chelsea           | Total             | 2                   | 1                   | 0                   | 0             | 0             | 0             | 0                         | 0                         | 0                         | —                | —                | —                | 2     | 1     | 0       |
| Villarreal        | 2016−17           | 14                  | 2                   | 2                   | 3             | 1             | 1             | 7                         | 3                         | 1                         | —                | —                | —                | 24    | 6     | 4       |
| Villarreal        | Total             | 14                  | 2                   | 2                   | 3             | 1             | 1             | 7                         | 3                         | 1                         | —                | —                | —                | 24    | 6     | 4       |
| Tianjin Quanjian  | 2017              | 24                  | 15                  | 3                   | 2             | 2             | 0             | —                         | —                         | —                         | —                | —                | —                | 26    | 17    | 3       |
| Tianjin Quanjian  | 2018              | 23                  | 15                  | 3                   | 0             | 0             | 0             | 11                        | 4                         | 1                         | —                | —                | —                | 34    | 19    | 4       |
| Tianjin Quanjian  | Total             | 47                  | 30                  | 6                   | 2             | 2             | 0             | 11                        | 4                         | 1                         | —                | —                | —                | 60    | 36    | 7       |
| Orlando City      | 2021              | 1                   | 0                   | 0                   | 0             | 0             | 0             | 0                         | 0                         | 0                         | 0                | 0                | 0                | 1     | 0     | 0       |
| Orlando City      | Total             | 1                   | 0                   | 0                   | 0             | 0             | 0             | 0                         | 0                         | 0                         | 0                | 0                | 0                | 1     | 0     | 0       |
| Total na carreira | Total na carreira | 303                 | 123                 | 32                  | 28            | 12            | 4             | 74                        | 27                        | 5                         | 58               | 18               | 7                | 461   | 182   | 47      |

¹Estão incluídos jogos e gols da Copa Libertadores da América, Recopa Sul-Americana, Copa Sul-Americana, Liga Europa da UEFA, Liga dos Campeões da UEFA e Liga dos Campeões da AFC
²Estão incluídos jogos e gols pelo Campeonato Gaúcho, Campeonato Paulista, Copa do Mundo de Clubes da FIFA, Supercopa da Itália e amistosos

### Seleção Brasileira Sub-23
| Ano   |       |      |
| Ano   | Jogos | Gols |
| ----- | ----- | ---- |
| 2007  | 1     | 0    |
| 2008  | 6     | 3    |
| 2012  | 7     | 1    |
| Total | 14    | 4    |

Partidas e gols marcados
|     | Data                  | Local                                                  | Resultado | Adversário             | Gols | Competição                         |
| --- | --------------------- | ------------------------------------------------------ | --------- | ---------------------- | ---- | ---------------------------------- |
| 1.  | 9 de dezembro de 2007 | Estádio Olímpico Nilton Santos, Rio de Janeiro, Brasil | 0–3       | Seleção do Brasileirão | -    | Amistoso                           |
| 2.  | 22 de junho de 2008   | Estádio Olímpico Nilton Santos, Rio de Janeiro, Brasil | 1–0       | Seleção Carioca        | 1    | Amistoso                           |
| 3.  | 1 de agosto de 2008   | My Dihn National Stadium (em Hannói, no Vietnã)        | 2–0       | Vietnã                 | 1    | Amistoso                           |
| 4.  | 7 de agosto de 2008   | Ninho do Pássaro, Pequim, China                        | 1–0       | Bélgica                | -    | Jogos Olímpicos de Pequim de 2008  |
| 5.  | 10 de agosto de 2008  | Ninho do Pássaro, Pequim, China                        | 5–0       | Nova Zelândia          | 1    | Jogos Olímpicos de Pequim de 2008  |
| 6.  | 12 de agosto de 2008  | Ninho do Pássaro, Pequim, China                        | 3–0       | China                  | -    | Jogos Olímpicos de Pequim de 2008  |
| 7.  | 19 de agosto de 2008  | Ninho do Pássaro, Pequim, China                        | 0–3       | Argentina              | -    | Jogos Olímpicos de Pequim de 2008  |
| 8.  | 20 de julho de 2012   | Riverside Stadium, Middlesbrough, Inglaterra           | 2–0       | Grã-Bretanha           | -    | Amistoso                           |
| 9.  | 26 de julho de 2012   | Millennium Stadium, Cardiff, País de Gales             | 3–2       | Egito                  | -    | Jogos Olímpicos de Londres de 2012 |
| 10. | 29 de julho de 2012   | Estádio Old Trafford, Manchester, Inglaterra           | 3–1       | Bielorrússia           | 1    | Jogos Olímpicos de Londres de 2012 |
| 11. | 1 de agosto de 2012   | St James' Park, Newcastle, Inglaterra                  | 3–0       | Nova Zelândia          | -    | Jogos Olímpicos de Londres de 2012 |
| 12. | 4 de agosto de 2012   | St James' Park, Newcastle, Inglaterra                  | 3–2       | Honduras               | -    | Jogos Olímpicos de Londres de 2012 |
| 13. | 7 de agosto de 2012   | Old Trafford, Manchester, Inglaterra                   | 3–0       | Coreia do Sul          | -    | Jogos Olímpicos de Londres de 2012 |
| 14. | 11 de agosto de 2012  | Wembley, Londres, Inglaterra                           | 1–2       | México                 | -    | Jogos Olímpicos de Londres de 2012 |

### Seleção Brasileira principal
| Ano   |       |      |
| Ano   | Jogos | Gols |
| ----- | ----- | ---- |
| 2008  | 4     | 1    |
| 2009  | 4     | 0    |
| 2010  | 3     | 3    |
| 2011  | 7     | 2    |
| 2012  | 4     | 3    |
| 2013  | 3     | 1    |
| Total | 25    | 10   |

Partidas e gols marcados
|     | Data                    | Local                             | Resultado | Adversário     | Gol(s) | Competição                             |
| --- | ----------------------- | --------------------------------- | --------- | -------------- | ------ | -------------------------------------- |
| 1.  | 26 de março de 2008     | Londres, Inglaterra               | 1–0       | Suécia         | 1      | Amistoso                               |
| 2.  | 31 de maio de 2008      | Seattle, Estados Unidos           | 3–2       | Canadá         | 0      | Amistoso                               |
| 3.  | 7 de junho de 2008      | Boston, Estados Unidos            | 0–2       | Venezuela      | 0      | Amistoso                               |
| 4.  | 15 de outubro de 2008   | Rio de Janeiro, Brasil            | 0–0       | Colômbia       | 0      | Eliminatórias da Copa do Mundo de 2010 |
| 5.  | 10 de fevereiro de 2009 | Londres, Inglaterra               | 2–0       | Itália         | 0      | Amistoso                               |
| 6.  | 1 de abril de 2009      | Porto Alegre, Brasil              | 3–0       | Peru           | 0      | Eliminatórias da Copa do Mundo de 2010 |
| 7.  | 10 de junho de 2009     | Recife, Brasil                    | 2–1       | Paraguai       | 0      | Eliminatórias da Copa do Mundo de 2010 |
| 8.  | 15 de junho de 2009     | Bloemfontein, África do Sul       | 4–3       | Egito          | 0      | Copa das Confederações FIFA de 2009    |
| 9.  | 10 de agosto de 2010    | East Rutherford, Estados Unidos   | 2–0       | Estados Unidos | 1      | Amistoso                               |
| -   | 7 de setembro de 2010   | Barcelona, Espanha                | 3–0       | Barcelona B    | 1      | Amistoso (não-oficial)                 |
| 10. | 7 de outubro de 2010    | Abu Dhabi, Emirados Árabes Unidos | 3–0       | Irã            | 1      | Amistoso                               |
| 11. | 11 de outubro de 2010   | Derby, Inglaterra                 | 2–0       | Ucrânia        | 1      | Amistoso                               |
| 12. | 9 de fevereiro de 2011  | Paris, França                     | 0–1       | França         | 0      | Amistoso                               |
| 13. | 3 de julho de 2011      | La Plata, Argentina               | 0–0       | Venezuela      | 0      | Copa América de 2011                   |
| 14. | 9 de julho de 2011      | Córdoba, Argentina                | 2–2       | Paraguai       | 0      | Copa América de 2011                   |
| 15. | 13 de julho de 2011     | Córdoba, Argentina                | 4–2       | Equador        | 2      | Copa América de 2011                   |
| 16. | 17 de julho de 2011     | La Plata, Argentina               | 0–0 (0–2) | Paraguai       | 0      | Copa América de 2011                   |
| 17. | 10 de agosto de 2011    | Stuttgart, Alemanha               | 2–3       | Alemanha       | 0      | Amistoso                               |
| 18. | 5 de setembro de 2011   | Londres, Inglaterra               | 1–0       | Gana           | 0      | Amistoso                               |
| 19. | 30 de maio de 2012      | Washington, Estados Unidos        | 4–1       | Estados Unidos | 1      | Amistoso                               |
| 20. | 3 de junho de 2012      | Dallas, Estados Unidos            | 0–2       | México         | 0      | Amistoso                               |
| 21. | 9 de junho de 2012      | Nova Jersey, Estados Unidos       | 3–4       | Argentina      | 0      | Amistoso                               |
| 22. | 15 de agosto de 2012    | Estocolmo, Suécia                 | 3–0       | Suécia         | 2      | Amistoso                               |
| 23. | 6 de abril de 2013      | Santa Cruz de la Sierra, Bolívia  | 4-0       | Bolívia        | 0      | Amistoso                               |
| 24. | 24 de abril de 2013     | Belo Horizonte, Brasil            | 2-2       | Chile          | 0      | Amistoso                               |
| 25. | 7 de setembro de 2013   | Brasília, Brasil                  | 6-0       | Austrália      | 1      | Amistoso                               |

Legenda
|  |                      |
|  | Amistoso não oficial |

## Títulos
Internacional
- Copa do Mundo de Clubes da FIFA: 2006
- Recopa Sul-Americana: 2007

Milan
- Serie A: 2010–11
- Supercopa da Itália: 2011

Corinthians
- Campeonato Paulista: 2013
- Recopa Sul-Americana: 2013

Orlando City
- US Open Cup: 2022

São Paulo
- Copa do Brasil: 2023

Seleção Brasileira Sub-18
- Copa Sendai Sub-18: 2006

Seleção Brasileira Sub-20
- Campeonato Sul-Americano Sub-20: 2007

Seleção Brasileira
- Copa das Confederações FIFA: 2009

### Outras conquistas
Internacional
- Efipan de Futebol Juvenil: 2003
- Campeonato Gaúcho Sub-17: 2005
- Copa Macaé Sub-17: 2005
- Copa Santiago de Futebol Juvenil: 2005
- Campeonato Brasileiro Sub-20: 2006

Milan
- Troféu Luigi Berlusconi: 2008 e 2009

### Prêmios individuais
- Melhor jogador da Copa Macaé Sub-17: 2005
- Melhor jogador da Copa Sendai Sub-18: 2006
- Melhor jogador do Campeonato Brasileiro Sub-20: 2006
- Jogador do mês da Serie A: janeiro de 2009
- Oscar del Calcio (premiação dos melhores da Serie A): 2009
- Golden Boy (melhor jogador atuando na Europa até 21 anos): 2009[184]

### Artilharias
Internacional
- Copa Macaé de Futebol Sub-17: 2005 (Nº de gols não informado pela organização da competição)
- Campeonato Brasileiro Sub-20: 2006 (7 gols)
- Recopa Sul-Americana: 2007 (2 gols)

Milan
- Troféu Luigi Berlusconi: 2009 (1 gol)

Seleção Brasileira
- Copa Sendai: 2006 (4 gols)

## Filmografia
| Ano         | Título    | Papel                 | Ref.    |
| ----------- | --------- | --------------------- | ------- |
| Amor à Vida | Ele mesmo | Participação especial | [ 185 ] |